# Formica podzolica
Formica podzolica es una especie de hormiga del género Formica, familia Formicidae. Fue descrita científicamente por Francoeur en 1973.
Se distribuye por Canadá, México y los Estados Unidos. Se ha encontrado a elevaciones de hasta 3100 metros. Vive en microhábitats como rocas, piedras, nidos, montículos y madrigueras.